# Amaury Sport Organisation
Amaury Sport Organisation (ASO) es uno de los principales organizadores de eventos deportivos en Francia, como el Tour de Francia, la París-Roubaix, la París-Niza, el Rally París-Dakar, el Maratón de París y el Abierto de Francia de Golf. Es parte del grupo medios de comunicación Amaury, dueño de los periódicos L'Équipe y Le Parisien.
ASO ha extendido sus eventos deportivos organizados fuera de Francia, ya que en 2008 compró el 49 % de las acciones de Unipublic, organizador de la Vuelta a España, ampliando su participación en 2014 hasta el 100%, organizando otros eventos deportivos en España como la Maratón de Barcelona y la Media Maratón de esta ciudad. También ha organizado carreras ciclistas en Asia y África como los Tours de Pekín, Catar, Omán y Faso.

## Principales eventos organizados

### Atletismo
- Maratón de París
- Maratón de Barcelona
- Media Maratón de París
- Media Maratón de Barcelona

### Ciclismo
- Tour de Francia
- París-Roubaix
- París-Niza
- Flecha Valona
- Lieja-Bastoña-Lieja
- París-Tours
- Critérium du Dauphiné
- Volta a Catalunya
- Tour de Catar (hasta el 2016)
- Tour de Omán
- Tour de Arabia Saudita
- Tour de Faso (hasta el 2008)
- Critérium Internacional (hasta el 2016)
- Tour de Picardie (hasta el 2016)
- Tour del Porvenir
- Tour de California (en colaboración hasta el 2019)
- Vuelta a España (a través de Unipublic)
- Tour de Pekín (en colaboración hasta el 2014)
- World Ports Classic (hasta el 2015)
- Flecha Valona Femenina
- Tour de Catar Femenino (hasta el 2016)
- Arctic Race de Noruega
- Vuelta a Alemania
- Tour de California femenino (en colaboración)
- Tour de Yorkshire (en colaboración)
- Titan Desert de ciclismo de montaña (en asociación con RPM desde 2017)

### Golf
- Abierto de Francia de Golf
- Lacoste Ladies
- Grand Prix Schweppes

### Vela
- Tour de Francia de Vela

### Deporte motor
- Rally Dakar
- Rally de Europa Central (solo en 2008)
- Campeonato Mundial de Rally Raid